# Star Fox 64
Star Fox 64 (яп. スターフォックス64 Сута: Фоккусу Рокудзю:ён) — вторая игра в серии Star Fox, разработанная Nintendo для консоли Nintendo 64. В Японии релиз состоялся 27 апреля 1997 года, в Северной Америке — 1 июля 1997, в Европе и Австралии под названием Lylat Wars — 20 октября 1997 года. В 2007 году появилась версия для Virtual Console Wii. Star Fox 64 вышла взамен отменённой Star Fox 2, разрабатывавшейся для SNES.

## Игровой процесс

Сражение с одним из боссов

Игрок управляет космическим кораблём Arwing, пилотируемым Фоксом МакКлаудом. В некоторых миссиях транспортным средством служит сухопутный танк Landmaster, а также подводная лодка Blue Marine. Структура уровней линейна, игрок непрерывно движется вперёд, имея возможность перемещаться в пределах экрана вправо-влево и вверх-вниз, отстреливается от врагов и подбирает бонусы. В некоторых поединках с боссами и в сражениях со Star Wolf режим игры меняется: полная свобода передвижения на ограниченном участке пространства. Броню и лазерную пушку можно совершенствовать, подбирая соответствующие бонусы.
Товарищи Фокса на протяжении каждой миссии летят рядом, периодически попадая в поле зрения игрока. Время от времени, они, будучи не в силах оторваться от противника, просят о помощи, и если вовремя не сбить их преследователей, то корабли могут получить критические повреждения и отправиться на ремонт, на борт флагмана Great Fox. В этом случае они возвращаются в бой только через миссию. Присутствие же союзников даёт определённые бонусы. Так, Слиппи Тоад определяет уровень жизненной энергии боссов, Пеппи Хеа даёт дельные советы для прохождения, а Фалько Ломбарди может открыть пути к уровням повышенной сложности.
По завершении многих миссий существует возможность выбора следующего уровня. Различные пути прохождения отличаются степенью сложности. На большинстве уровней присутствуют дополнительные задания, успешное выполнение которых позволяет выйти на самые трудные миссии. В конечном итоге, в зависимости от того, на какой сложности был пройден последний уровень, зависит концовка игры: плохая — на лёгком, хорошая — на трудном.
По ходу действия игрок зарабатывает медали за выполнение дополнительных заданий, сохранение машин союзников и уничтожение врагов. Медали открывают ряд новых опций, таких, как наземные и пешие миссии в многопользовательской игре, Sound Test и т.д. Все медали разблокируют самый сложный режим игры — Expert Mode.

### Многопользовательская игра
В игре присутствует многопользовательский режим для нескольких игроков. Поначалу из средств передвижения присутствует только Arwing, но при определённом числе заработанных медалей становится доступен Landmaster, а позже открываются и пешие миссии. Доступны три режима: в первом игрок должен подстрелить оппонента, во втором выигрывает последний оставшийся в живых участник, в третьем требуется за определённое время уничтожить вражеские корабли.

## Сюжет
События игры разворачиваются в вымышленной звёздной системе Лайлет, против которой ведёт войну сумасшедший учёный Андросс. Некогда он был изгнан на мрачную планету Веном и теперь, по сюжету, собирался поставить на колени своих старых врагов и подчинить себе всё живое. В своё время команда наёмников Star Fox была по поручению федеральной планеты Корнерии исследовала странную активность, происходящую на Веноме, но была уничтожена Андроссом, благодаря предательству одного из её членов — Пигмы Денгара. Заяц Пеппи Хеа сумел сбежать из плена, а лидер команды лис Джеймс МакКлауд так и не вернулся с Венома.
Несколько лет спустя формируется новая команда Star Fox во главе с Фоксом МакКлаудом — сыном Джеймса, в которую входят Пеппи Хеа, Фалько Ломбарди и Слиппи Тоад. Командующий вооружёнными силами Корнерии генерал Пеппер посылает их на борьбу с Андроссом. Битва с войсками Венома протекает в космосе и на планетах системы Лайлет. Временами команде Star Fox помогают пёс Билл Грей — друг Фокса, и кошка Кэтт Монро — старая знакомая Фалько. В конце концов, пробившись сквозь армии Андросса и победив его наёмников в лице конкурирующей команды Star Wolf, Фокс МакКлауд, сотоварищи достигают Венома и сражают самого учёного. В зависимости от уровня сложности Андросс либо уничтожен окончательно, либо его смерть оказывается сымитированной.

## Озвучивание
В отличие от предыдущей игры серии, в Star Fox 64 появились полностью озвученные диалоги. Тем не менее, в PAL-версии, в меню выбора языка присутствует опция Lylat, заменяющая речь персонажей на невнятное бормотание, аналогичное тому, что было в оригинальной Star Fox. Позже такая же речь игровых героев появится в Star Fox Command.

### Актёры озвучивания в английской версии
- Фокс МакКлауд — Майк Уэст
- Фалько Ломбарди — Билл Джонс
- Пеппи Хеа — Айзек Марщалл
- Слиппи Тоад — Лайса Броун
- РОБ 64 — Дэвид Фредерик Уайт
- Вольф О’Доннел — Рик Мэй
- Леон Повальски — Рик Мэй
- Пигма Денгар — Дэвид Фредерик Уайт
- Эндрю Ойконни — Билл Джонс
- Андросс — Рик Мэй
- Генерал Пеппер — Рик Мэй
- Билл Грей — Билл Джонс
- Кэтт Монро — Лайса Броун
- Джеймс МакКлауд — Майк Уэст

### Актёры озвучивания в японской версии
- Фокс МакКлауд — Синобу Сатодзи
- Фалько Ломбарди — Хисао Эгава
- Пеппи Хеа — Томохиса Асё
- Слиппи Тоад — Кёко Тонгу
- РОБ 64 — Дайсукэ Сакагути
- Вольф О’Доннел — Хисао Эгава
- Леон Повальски — Синобу Сатодзи
- Пигма Денгар — Тэцу Инада
- Эндрю Ойконни — Дайсукэ Сакагути
- Андросс — Дайсукэ Гори
- Генерал Пеппер — Дайсукэ Гори
- Билл Грей — Дайсукэ Сакагути
- Кэтт Монро — Кёко Тонгу
- Джеймс МакКлауд — Томохиса Асё

## Реакция критики
| Сводный рейтинг       | Сводный рейтинг |
| Агрегатор             | Оценка          |
| --------------------- | --------------- |
| GameRankings          | 89,01 %         |
| Metacritic            | 88/100          |
| Русскоязычные издания |                 |
| Издание               | Оценка          |
| «Страна игр»          | 9 из 10         |

Star Fox 64 стал очень успешной игрой Nintendo. За первые пять дней, прошедших с начала продаж в США, было реализовано более 300 000 копий, что превзошло рекорд Mario Kart 64 и Super Mario 64, хотя продажи в Японии были значительно меньше. Игровые сайты оценили Star Fox 64 весьма высоко, так, сайт Game Rankings присудил игре в среднем 89,81 %, Metacritic поставил 88 баллов из 100, в то время как средняя пользовательская оценка составила 9.6 баллов из 10. Рейтинг IGN составил 8.6, хотя журнал поставил игре в упрёк некоторую повторяемость и музыку, уступающую саундтреку к оригинальной Star Fox. Star Fox 64 также заняла 45-ю позицию в списке лучших игр в истории по мнению Guinness World Records Gamer's Edition в 2009 году. Андрей Лобанов из журнала Страна Игр поставил Star Fox 64 9 баллов из 10, назвав её „великолепной аркадной игрой“.

## Ремейк
В 2010 году на выставке E3 2010 Nintendo объявила о выходе ремейка Star Fox 64 на своей новой портативной консоли Nintendo 3DS. Он носит название Star Fox 64 3D. Ремейк вышел 11 сентября 2011 года.